# ビューティフル・ピープル (宝塚歌劇)
『ビューティフル・ピープル』は宝塚歌劇団の舞台作品。花組公演。
形式名は「ミュージカル・ファンタジー」。24場。
併演作品は『あかねさす紫の花』。

## 解説
※『宝塚歌劇100年史（舞台編）』の宝塚大劇場公演のページを参照。
一年間の欧米での文化庁派遣海外研修から帰国してきた岡田敬二によるショー作品。当時、ロック・エイジを代表する新しいショーを狙いとしたもので、安奈淳がミッシェル・ポルナレフの作品を歌った。また、ディスコ・サウンドによる爆発的な歌と踊りを展開したり、榛名由梨が10分間にわたってジョルジュ・ムスタキ、ジョルジュ・ブラッサンス風にオリジナル曲を歌ったりした。

## 公演期間と公演場所
- 1976年2月19日 - 3月23日　宝塚大劇場[1]
- （東京宝塚劇場未公演）

## スタッフ
- 作・演出：岡田敬二[1]
- 音楽：吉崎憲治[2]、中井光晴[2]、前田憲男[2]
- 音楽指揮：橋本和明[2]
- 振付：喜多弘[2]、岡正躬[2]、司このみ[2]、羽山紀代美[2]、中川久美[2]
- 装置：任田幾英[2]、関谷敏昭[2]、前田直次[2]
- 衣装：任田幾英[2]
- 照明：今井直次[3]
- 音響・録音：松永浩志[3]
- 小道具：万波一重[3]
- 効果：川ノ上智洋[3]
- 合唱指導：橋本和明[3]
- 演出助手：三木章雄[3]
- 制作：橋本雅夫[3]、三宅征夫[3]
- ヘア・デザイン：和田好弘[3]